# Justino Russolillo
São Justino Maria Russolillo foi o fundador da ordem religiosa dos Padres e irmãos Vocacionistas (1920), das Irmãs Vocacionistas (1921) das Apóstolas Vocacionistas da Santificação Universal (aprovada em 1965), e dos Oblatos e Oblatas Vocacionistas (aprovado 2021).
Nascido em Pianura de Napoli (Itália) no dia 18 de Janeiro de 1891, foi ordenado sacerdote no dia 20 de Setembro de 1913 e morreu em fama de santidade a 2 de Agosto de 1955 em Pianura, Nápoles. Nomeado Venerável pelo Papa João Paulo II em 18 de Dezembro de 1997 e beato no dia 7 de maio de 2011 pelo Papa Bento XVI.  No dia 27 de outubro de 2020, o Papa Francisco  aprovou a promulgação do decreto sobre o milagre atribuído pelo intercessão de padre Justino Russolillo. E em 15 de maio de 2022 na Praça de São Pedro  (Roma) foi canonizado pelo Papa Francisco , recebendo da Igreja o titulo de Apóstolo das Vocações. 
Presença do Brasil dos Religiosos: Bahia ( Salvador, Riachão do Jacuípe, Vitória da Conquista, Itambé) Sergipe ( Campo do Brito) Rio de Janeiro ( RJ- Bairros: Parada de Lucas e Olaria). 
Site :http://vocacionistas.org.br/portal/
Presença no Brasil das Religiosas: Bahia ( Ilha de Itaparica) Rio de Janeiro ( RJ- jacarepaguá-Taquara) SP ( SP Tucuruvi) MG (Ouro Fino).
Sitehttps://www.vocacionistas.org.br/irmas/portal
Presença das Apóstolas Vocacionistas da Santificação Universal:Itália, Argentina,
Brasil (Bahia, Rio de Janeiro,Sergipe).
Sitehttps://www.vocacionistas.org.br/apostolasvocacionistas
Presença dos Oblatos e Oblatas Vocacionistas: ( Bahia)
Sitehttps://www.vocacionistas.org.br/oblatosvocacionistas